# Semiothisa continuaria
Semiothisa continuaria là một loài bướm đêm trong họ Geometridae.